# Antimelatoma ahipara
Antimelatoma ahipara es una especie de molusco gasterópodo de la familia Turridae en el orden de los Neogastropoda.

## Distribución geográfica
Se encuentra en Nueva Zelanda